# 沔青公园
沔青公园是位於中國上海市浦東新區康橋鎮的一個公園，占地面积约60.4公顷，北至上海外環線，南至川周公路，西至申江南路，东至沔新路。公園內有200余种植物、码头、湖心岛、湖心亭、音乐喷泉。

## 歷史
2002年左右，當局在建設上海环城绿带時順便建造了一個苗圃，當時苗圃裡面主要是樹苗，並不對外開放。2011年8月，南汇生态专项建设工程启动，當局準備把該苗圃改建成公園，並新增植物，开挖中心湖与水系，建設湖心島以及湖心亭。2016年，沔青公园建成並對外開放。
2022年6月底，沔青公园开工改造。2023年1月改建完成並对外24小时开放。